# Die härteste Meile
Die härteste Meile ist ein US-amerikanischer Actionfilm aus dem Jahr 1974. Er ist auch unter dem Titel Die Kampfmaschine bekannt und wurde mit Mean Machine – Die Kampfmaschine (2001) und Spiel ohne Regeln (2005) bisher zweimal neu verfilmt.

## Handlung
Der ehemalige Footballstar und Quarterback Paul Crewe lebt mit seiner Freundin in Palm Beach, Florida. Nach einem heftigen Streit mit ihr, klaut er ihr ihren Citroën SM und rast betrunken davon. Selbstverständlich ruft sie die Polizei, sodass Crewe sich mit dieser eine Verfolgungsjagd liefert, die dazu führt, dass er seinen Wagen im Meer versenkt und in einer Kneipe von zwei Polizisten aufgegriffen wird. Nach einem kurzen Schlagabtausch von Beleidigungen liefern sie sich wirklich einen Schlagabtausch mit Fäusten und Crewe muss für mindestens 18 Monate ins Gefängnis. Dabei begleitet ihn die Geschichte, dass er aus der NFL einst ausgesperrt wurde, weil er ein Spiel manipulierte. Im Gefängnis selbst trifft er auf Captain Knauer, der ihn eindringlichst daran erinnert, dass er jedes Angebot von Warden Hazen ablehnen soll, für das hiesige Footballteam zu spielen. Weil er Hazens Angebot ablehnt, muss Crewe mit den anderen Zwangsarbeit leisten. Aber er hält nicht lange durch und spricht gegen Knauers Drohungen mit Hazen über dessen Footballangebot.
Dabei schlägt Crewe vor, dass die Footballmannschaft, die aus den Gefängniswärtern besteht, sich gegen ein unterklassiges Team erproben sollte, bevor die Saison losgeht, damit sie genügend Wettkampfhärte und Spielpraxis sammeln können. Und gegen Crewes Wunsch fordert Hazen, dass dieser ein Team aus Gefängnisinsassen zusammenstellt und leitet. Denn wenn er es nicht macht, würde seine Reststrafe nicht in Bewährung, sondern in Gefängnisaufenthalt umgewandelt, was bedeuten würde, dass Crewe für die nächsten fünf Jahre bliebe. Er bekommt vier Wochen Zeit, um ein Team zusammenzustellen. Und nachdem er mit Nate Scarboro, einen ehemaligen Footballspieler, seinen Headcoach hat, sucht er sich unter anderem mit Sunny, Indian, Shokner und Samson eine schlagkräftige Truppe zusammen. Doch so aggressiv diese auch sind, so unfähig sind sie im Footballspiel, sodass jedes Training ein Desaster wird. Außerdem spioniert Unger für Knauer das Team aus. Als Crewe sich bei Hazen darüber beschwert, dass er wenigstens eine faire Chance haben will, lässt Knauer Unger fallen und zurück in die Zelle schicken, wo er zusammengeschlagen wird. Deswegen rächt sich Unger und führt einen Anschlag auf Caretaker durch, bei dem dieser zu Tode verbrennt.
Caretaker war Crewes engster Berater und schaffte es vor seinem Tod zumindest noch neue Trikotsätze für die zusammengestellte Mannschaft zu organisieren. Aber davon lassen sich die Wärter auf dem Spielfeld nicht lange überraschen, denn sie landen die ersten Punkte und erst als die Insassen, welche unter dem Teamnamen Mean Machine antreten, auf mehrere brutale Fouls zurückgreifen, können auch diese entscheidend punkten, sodass bis zur Halbzeit ein ausgeglichenes Spiel herrscht. Während die Gefangenen in der Kabine über diesen Teilerfolg jubeln, sucht Hazen Crewe auf und fordert ihn auf, das Spiel mit einem Punkteunterschied von mindestens 21 Punkten zu verlieren. Sonst würde Unger aussagen, dass der Mord an Caretaker auf Crewes Weisung hin passiert sei, was noch einmal 20 Jahre Haftverlängerung bedeuten würde. Widerwillig stimmt Crewe zu und spielt daraufhin so mies, dass die Wächter schnell mit 28:13 in Führung gehen. Crewe lässt sich daraufhin verletzt auswechseln und Knauer erhält von Hazen beim Stand von 35:13 die Order, nicht mehr auf Sieg zu spielen, sondern nur noch dem Gegner größtmöglichen Schaden zuzufügen. Nach und nach werden so immer mehr Spieler aus Crewes Mannschaft verletzt ausgewechselt. Als schließlich auch noch Granville raus muss, reicht es Crewe und er wechselt sich wieder ein. Doch in der Mannschaft hat sich längst die Überzeugung durchgesetzt, dass Crewe sie verkauft hätte, weswegen sie ihn absolut allein auf dem Spielfeld lassen. Aber er schafft es dennoch mit seinem Einsatz die Mannschaft zu überzeugen, sodass er sie bis sieben Sekunden vor Ende auf einen Punktestand von 35:30 heranbringt. Crewe nimmt seine letzte Auszeit, motiviert seine Mannschaft und schafft es in letzter Sekunde zum Touchdown in die Endzone einzudringen, sodass die Gefangenen die Wächter besiegen.

## Kritik
„Obwohl Die härteste Meile ein schrecklicher Film ist, muss ich zugeben, dass ich gegen meinen Willen Teile des Footballtrainings und des Endspiels genossen habe – obwohl es viel zu lange dauert. Es gibt keinen Nervenkitzel im Sport, weil es der Regisseur ist, der entscheidet, wer gewinnt oder verliert. Aber die Handlung bietet etwas dramatische Spannung, wegen der Bedeutung des Gewinnens oder Verlierens.“

„Im Grunde genommen ist Die härteste Meile ein zynischer, oft brutaler und ungehobelter Film, welcher versucht, zwei scheinbar unvereinbare Genres zu vermischen – ein Stück sadistisches Gefängnisleben und die ebenso alte Geschichte eines unterlegenen Footballteams, welches gegen jede Wahrscheinlichkeit das große Spiel gewinnt.“

„Ein harter, in den Actionszenen brillant inszenierter Unterhaltungsfilm, spannend, solide gespielt, mit gesellschaftskritischen Ansätzen.“

## Auszeichnungen
- eine Nominierung bei der Oscarverleihung 1975 für den Besten Schnitt
- eine Auszeichnung bei den Golden Globe Awards 1975 (Bester Film – Komödie oder Musical) und drei Nominierungen (Bester Hauptdarsteller – Komödie oder Musical, Bester Nebendarsteller, Bester Nachwuchsdarsteller)

## Veröffentlichung
Der Film startete am 30. August 1974 in den US-Kinos und konnte dort 43 Millionen US-Dollar einspielen. In der Bundesrepublik startete er am 10. April 1975. Seit dem 7. März 2002 ist der Film als deutsche Kauf-DVD unter dem Titel Die Kampfmaschine erhältlich.